# یواس‌ان‌اس کلارکسبرگ (تی-ای‌جی-۱۸۳)
یواس‌ان‌اس کلارکسبرگ (تی-ای‌جی-۱۸۳) (به انگلیسی: USNS Clarksburg (T-AG-183)) یک کشتی بود که طول آن ۴۵۵ فوت (۱۳۹ متر) بود. این کشتی در سال ۱۹۴۵ ساخته شد.